# سام جونستون (سياسي)
سام جونستون هو سياسي كندي، ولد في 20 نوفمبر 1935 في كندا. حزبياً، نشط في Yukon New Democratic Party ‏. وقد انتخب عضو الجمعية التشريعية في يوكون ‏.